# Bobovica (Chorwacja)
Bobovica – wieś w Chorwacji, w żupanii zagrzebskiej, w mieście Samobor. W 2011 roku liczyła 285 mieszkańców.